# 曹清尧
曹清尧（1963年11月—），湖南新化人，汉族，中国共产党党员。中华人民共和国政治人物、第十三届全国人民代表大会重庆市代表。

## 生平
2018年，曹清尧被选为重庆市出席第十三届全国人民代表大会代表。